# Козар Павло Антонович
Павло́ Анто́нович Ко́зар (*12 лютого 1898 р., с. Широке (сучасний Солонянський район Січеславської області) — 24 квітня 1944 р., Радом, Польща) — український історик, археолог та педагог.

## Життєпис
Народився в степовому селі Широкому, де жили нащадки лоцманів Дніпрових порогів. Його заможних батьків радянською владою заслано до Сибіру, де вони й померли; син у часі карколомних подій зумів повернутися.
Після здобуття середньої освіти вступив на історичне відділення Дніпропетровського інституту народної освіти, навчання закінчив 1926 року.
1929 захистив промоційну дисертацію «Краєвий музей та його завдання» у академіка Дмитра Яворницького. У 1925—1931 роках працював завідувачем історико-археологічного відділу Дніпропетровського історичного музею, який в тому часі очолював Д.Яворницький.
Є автором шістнадцяти науково-популярних праць та двох монографій з краєзнавства. Деякі з цих праць є складовою частиною його докторської дисертації «Лоцмани дніпровських порогів» (1942).
У 1926—1930 П. Козар був краєвим інспектором охорони пам'яток матеріальної культури Дніпропетровської краєвої інспектури охорони пам'яток (тоді Подніпровського краю).
У 1927—1930 роках брав безпосередню участь у роботі комплексної науково-археологічної експедиції на Дніпрельстані. Після польової експедиції Яворницький саме його направив до Запоріжжя надати кваліфіковану наукову допомогу. Козар був автором щорічних звітів про роботу експедиції. За словами Михайла Міллера, він також відомий першим відкриттям поля поховань в Надпоріжжі.
За свої погляди і переконання Козар зазнав утисків і переслідувань з боку радянської влади. У 1930-х тричі заарештовувався органами НКВС й висилався за межі Дніпропетровської області — на Донбас. На висланні та після повернення до Дніпропетровська працював шкільним учителем.
Під час окупації нацистською владою залишився вдома, у 1941—1943 роках завідував відділом народної освіти обласної управи, очолював кафедру історії України Дніпропетровського українського державного університету, був директором Дніпропетровського історичного музею і згодом об'єднаного художньо-історичного. Рятував невивезені в евакуацію експонати.
Друкує наукові та науково-популярні статті, займається порятунком музейних скарбів, зібраних іще Яворницьким та невивезених на схід. Ті, що були вивезені, мало не всі пропали.
Як член ОУН, приблизно в жовтні 1941 року голова відділу освіти обласної управи Павло Козар вводить при своєму відділі посаду інспектора преси і призначає на неї Г. Максименка. Основним завданням інспектора Козар визначив здійснення керівництва над новозаснованою газетою «Вільна Україна» з боку облуправи. Проте нацисти невдовзі перейменували «Вільну Україну» на «Дніпропетровську газету».
У Шевченківські дні 5 березня 1942 року прочитав в університеті доповідь «Історичні поезії Т. Г. Шевченка». Навесні того ж року захистив докторську дисертацію, присвячену лоцманам Дніпрових порогів. У цей час працює над біографією свого вчителя Д. І. Яворницького.
Влітку 1942 року очолив тритижневу науково-археологічну експедицію в Надпоріжжя — через руйнацію Дніпрельстану знову відкрились старі береги Дніпра та пороги, це дало змогу провести дослідження. До роботи в експедиції залучив археологів О. Бодянського та С. Накельського, художника М. Погрібняка та геолога О. Шинкаренка. До організації експедиції були причетні німецький археолог Герман Горнунг з Нюрнберга і співробітник Краківського археологічного товариства Гюде Пахвен.
1 січня 1943 року німці звільняють Козаря з університету.
Восени 1943 року з двома доньками Оленою і Галиною виїхав до Львова, а згодом до Польщі, де помер у квітні 1944 в Радомі від раку шлунку. В Україні зосталися старша донька-інвалід та дружина.
Серед науково-популярних статей періоду війни — «Гетьман Сагайдачний» та «Цінні знахідки» — в останній розповідалося про результати археологічних розкопок у Надпоріжжі влітку 1942 року.
Спогади про нього залишили донька Олена Козар-Варварів, письменник Олексій Девлад (Запорожець), письменник Іван Шаповал та останній дніпровський лоцман Григорій Омельченко, котрий у середині 1990-х років проживав у Лоцманській Кам'янці (сучасний район м. Дніпра) і створив 1994 року музей лоцманів Дніпрових порогів.
Дві книжки вибраних розвідок Павла Козаря видані 1996 та 2000 років заходами Миколи Чабана. Уся виявлена на сьогодні спадщина П. Козаря підготовлена і видана Миколою Чабаном українською (2019) та англійською мовами (2021).